# ネットドラゴンウェブソフト
ネットドラゴンウェブソフト（福建网龍网絡有限公司、英：NetDragonWebSoft Inc. 香港株0777.HK）は、中国大手のゲームソフト制作・開発会社及び出版社。

## 概要
中国有数のオンラインゲームポータルサイト17173.comは当初この会社が開発運営していたが、2003年11月に中国三大ポータルサイト運営会社のSOHU（捜狐）社に約3億ドルで売却譲渡した。
日本国内にネットドラゴンジャパン（子会社）を傘下にもつ。
1999年創立、2007年11月2日に香港証券取引所のベンチャー市場（SEHK・GEM）に上場し、2008年6月24日にメインボードへ鞍替え上場を果たした（これに伴い株式コードも8288.HKから0777.HKに変更）。
会社オーナーの劉徳建は、このゲームソフトメーカーの他に製薬メーカー、ペンタゲーニック社（米国）、比索生物工程有限公司（中国）、など複数の企業を有し、一大企業集団を形成している。
中国大陸系ゲームメーカーとしては日本市場参入第一号の実績がある。
総社員数は750名。

## 沿革
- 1999年5月　中国福建省で劉徳建が設立。
- 2002年には中国初の国産MMORPG『幻灵游侠』を開発した。
- 2002年12月に、北海道釧路市の社団法人釧路青年会議所の伊原明　上見国敏　他との合弁により日本法人ネットドラゴンジャパン有限会社（NetDragonJapan Co.,Ltd.）を設立。
- 2005年7月　『征服』日本語版を開発した。
- 2006年6月 ネットドラゴンジャパン有限会社　事業休止（資本提携解消）→2011年積水化学工業新事業部と協力し事業再開。日本紙パルプ商事釧路音別太陽光発電所(24M）の資産管理会社になる。
- 2007年11月、香港GEM市場に上場。
- 2008年6月、香港メインボードに鞍替え上場（株式コード：0777）。
- 2011年4月、株式会社ディー・エヌ・エーと戦略的提携。
- 2012年1月、株式会社ディー・エヌ・エーと合弁会社設立。
- 2013年7月、中国の百度が子会社91無線を19億ドルで買収。

## 所在地
- ネットドラゴンウェブソフト：中国福建省福州市鼓楼区温泉支路58号851大楼
- ネットドラゴンジャパン：北海道釧路市若竹町8⇒2014年現在社名変更　ＳＰＩ音別　釧路市白金町2-3（日本紙パルプ商事との共同事業で24メガ（総額98億円）の釧路音別太陽光発電所を所有）
- 米国サンフランシスコ事業所、NetDragon Websoft Inc.21660 East Copley Dr. Suite #180 Diamond Bar CA 91765 USA

他に香港事務所、上海事務所、北京事務所を持つ。

## 関連会社
- TQデジタル - 製作部門分離独立して発足。